# Bisztynek-Kolonia
Bisztynek-Kolonia [biʂˈtɨnɛk kɔˈlɔɲa] là một ngôi làng thuộc khu hành chính của Gmina Bisztynek, thuộc hạt Bartoszycki, Warmińsko-Mazurskie, ở miền bắc Ba Lan.
Trước năm 1945, khu vực này là một phần của Đức (Đông Phổ).